# Bergheiden-Johanniskraut-Spanner

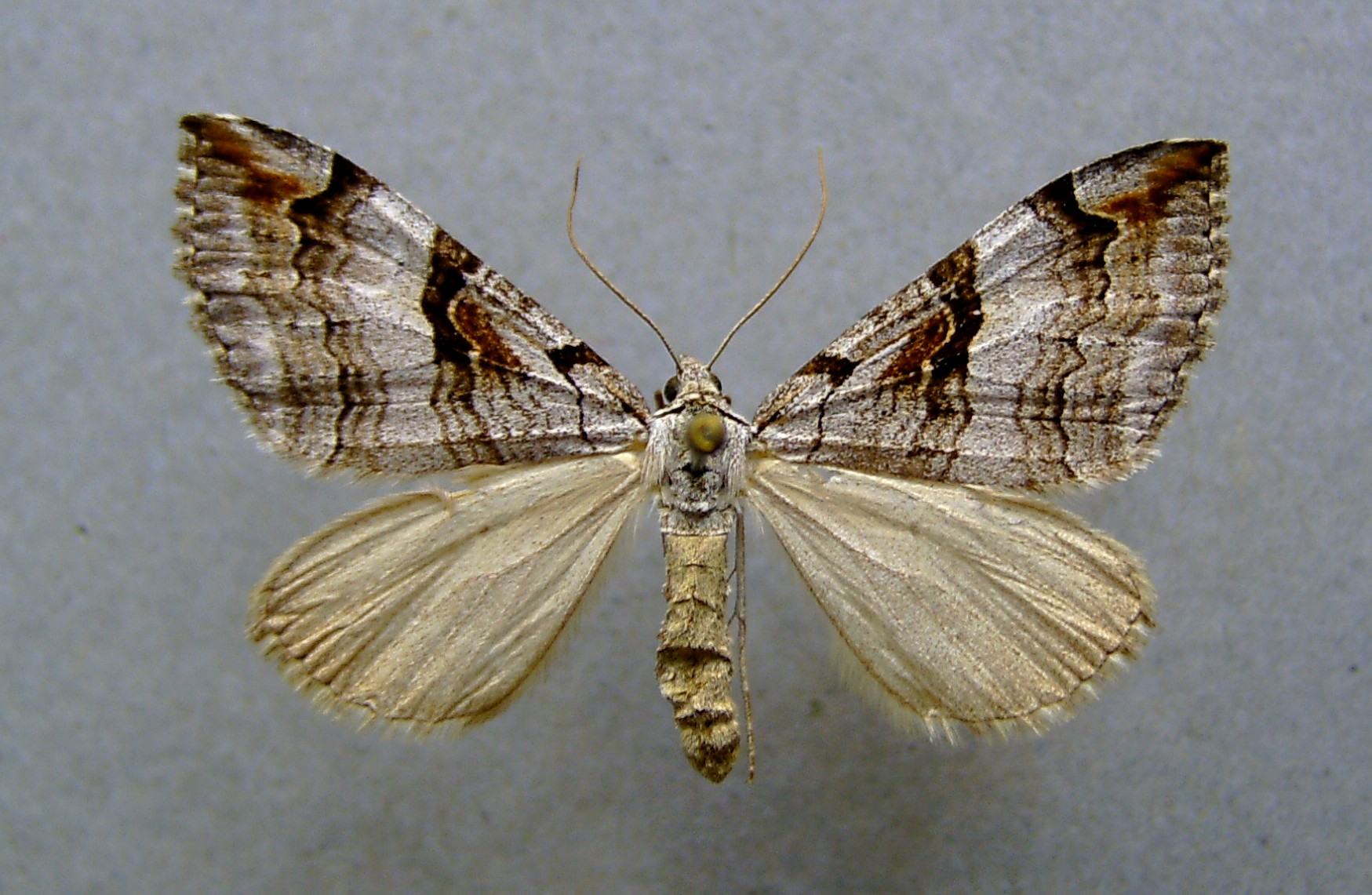
Präparat eines Bergheiden-Johanniskraut-Spanners

Der Bergheiden-Johanniskraut-Spanner (Aplocera praeformata), auch Großer Hartheu-Grauspanner genannt, ist ein Schmetterling (Nachtfalter) aus der Familie der Spanner (Schmetterling) (Geometridae).

## Merkmale
Die Falter des Bergheiden-Johanniskraut-Spanners erreichen eine Flügelspannweite von etwa 34 bis 44 Millimetern. Die Vorderflügel haben eine graue bis blaugraue Grundfärbung. Im Wurzelfeld, in der Mitte und hinter der Mitte befinden sich aus dunklen Querlinien gebildete Bänder. Zur Flügelspitze hin zieht sich ein rotbrauner Fleck. Die Hinterflügel sind einfarbig und zeichnungslos grauweiß. Eine ähnliche Art ist der  Große Johanniskraut-Spanner (Aplocera plagiata). Unterschieden werden sie durch folgende charakteristischen Merkmale bei praeformata: 
- die Bänder im Vorderrandteil der Vorderflügel sind stark verdunkelt
- neben der Mittelbinde befindet sich innen, in Richtung der Wurzel ein rotbrauner Fleck
- die äußere Querbinde hat drei Zacken, bei plagiata sind es nur zwei.

Farbliche Variationen beim Bergheiden-Johanniskraut-Spanner drücken sich in folgenden Formen aus:
- f. conflua Hoffm., Bänder vor und hinter der Mitte stoßen am Innenrand zusammen
- f. rosacea Kiefer, Exemplare mit rötlich übergossenen Vorderflügeln
- f. suffusa Bergmann, Exemplare mit schwärzlich verdunkelten Vorderflügeln

Die Raupe ist graubraun und besitzt eine weiße Seitenlinie und dunkle Unterkante.

## Ähnliche Arten
- Großer Johanniskraut-Spanner (Aplocera plagiata) (Linnaeus, 1758)

## Synonyme
- Anaitis praeformata

## Vorkommen
Das Verbreitungsgebiet des Bergheiden-Johanniskraut-Spanners reicht von der Iberischen Halbinsel und Frankreich, mit größeren Verbreitungslücken in Westeuropa, über Mitteleuropa bis Russland. Die nördlichsten Verbreitungsgebiete sind Süd-Finnland und das Baltikum. In Griechenland fliegt die ssp. urbahni, Dufay, 1981. Auf den Mittelmeer-Inseln fehlt die Art. In den Alpen liegt die Vorkommensgrenze bei 2000 Metern Höhe. Die Art ist hauptsächlich in den Mittelgebirgen, an warmen, sonnigen Hängen, Bergheiden sowie Wald- und Wiesenrändern anzutreffen.

## Lebensweise
Der Bergheiden-Johanniskraut-Spanner ist univoltin, das heißt, es wird nur eine Generation pro Jahr gebildet. Die Falter fliegen von Mitte Juni bis August. Sie sind nachtaktiv, fliegen künstliche Lichtquellen an, können aber auch  saugend an verschiedenen Blüten, wie beispielsweise Gewöhnlicher Goldrute (Solidago virgaureae), Skabiosen-Flockenblume (Centaurea scabiosa) oder Zwerg-Holunder (Sambucus ebulus) beobachtet werden. Die Raupen leben ab August, überwintern und verpuppen sich im Juni des darauffolgenden Jahres. Die wichtigste Nahrungspflanze ist Echtes Johanniskraut (Hypericum perforatum).

## Gefährdung
Der Bergheiden-Johanniskraut-Spanner kommt in Deutschland in den meisten deutschen Bundesländern in unterschiedlicher Häufigkeit vor, fehlt zwar in einigen Gebieten des nördlichen Tieflands, wird jedoch auf der Roten Liste gefährdeter Arten als nicht gefährdet eingestuft.